# Scott Pilgrim (film)
Cet article concerne le film d'Edgar Wright. Pour le comic de Bryan Lee O'Malley, voir Scott Pilgrim.
Pour les articles homonymes, voir Scott Pilgrim (homonymie).
Pour plus de détails, voir Fiche technique et Distribution.
Scott Pilgrim (Scott Pilgrim vs. the World), ou Scott Pilgrim contre le monde au Québec, est une comédie canado-américano-britannico-japonaise coécrite et réalisée par Edgar Wright, sortie en 2010. Il s'agit de l'adaptation de la série de comics Scott Pilgrim de Bryan Lee O'Malley, éditée chez Oni Press.
C'est le premier film du britannique Edgar Wright sans ses compères Simon Pegg et Nick Frost.

## Synopsis
Scott Pilgrim, un jeune homme de 22 ans, bassiste à Toronto, sort avec Knives, une lycéenne de 17 ans au grand dam de ses amis. Lors d’un de ses rendez-vous, il a la vision d’une jeune femme en roller aux cheveux roses, Ramona Flowers, dont il tombe amoureux. La sachant livreuse, il passe une commande sur Internet pour la revoir et parvient à la séduire assez pour qu’elle lui donne un premier rendez-vous. Wallace, son ami chez qui il squatte, lui impose de rompre avec Knives en premier lieu mais Scott ne l’écoute pas. Il est défié par mail par un inconnu mais il ne prête pas attention à la chose.
Lors de son premier rendez-vous, Knives est venue aussi assister aux qualifications du groupe de Scott qui espère y gagner un contrat et de l’audience. À l’issue du concert, Scott est agressé par Matthew Patel, qui fut le premier amour de Ramona Flowers à l’école primaire. Matthew lui annonce que pour pouvoir sortir avec elle pour de bon, il devra vaincre les 7 ex diaboliques de la jeune fille. Scott remporte le combat et rompt ensuite avec Knives qui conçoit dès lors de la rancœur envers Ramona.
Scott rencontre ensuite Lucas Lee, ancien skater reconverti dans le cinéma qui le défie, étant le second amour de Ramona. Scott se défait de ses doublures cascades avant d’user de son orgueil pour le pousser à tenter un ride en skate impossible, ce qui le détruit à son tour.
Envy, l'ancienne petite amie de Scott, revient alors en ville en compagnie de son nouveau copain Todd, le troisième ex, qui tire des pouvoirs télékinétiques de son régime végan strict. Todd est sur le point de gagner quand Scott le piège avec un café au lait de vache. La police végane débarque alors et prive Todd de ses pouvoirs pour ses multiples violations de son régime. Scott n’a aucun mal à le finir.
Scott espère avoir un peu de tranquillité mais Roxy, la quatrième, débarque à son tour. Ramona estime qu’elle n’a pas compté, n’ayant été selon elle qu’un test. Scott est réticent à l'idée de combattre une fille, et Ramona l’aide en lui dévoilant son seul point faible. Scott en a toutefois assez et reproche à Ramona la situation ; cette dernière rompt, estimant s’être trompée sur le compte de Scott. Alors que Scott, rendu grincheux par sa rupture, participe à un concours de rock avec son groupe, il est finalement opposé aux jumeaux Katayanagi et les défait avec ses amis.
Après le concours, Scott est dévasté de voir Ramona se remettre avec Gidéon, qu’elle avait quitté depuis peu, et qui contrôle en réalité la Ligue des Ex Maléfiques. Goguenard devant la défaite de Scott, Gideon signe le groupe pour trois albums, ce qui pousse Scott à les quitter et à trouver un bassiste remplaçant.
Afin de goûter complètement à sa victoire, Gidéon invite Scott à l’ouverture de son club. Déterminé à reconquérir Ramona, Scott écarte les sbires de Gidéon avec l’épée de l’amour qu’il a tiré de son cœur. Knives intervient et agresse Ramona pour lui avoir volé Scott, qui n’a pas d’autre choix que d’avouer qu’il a en quelque sorte trompé les deux jeunes femmes, puisque chacune n'était pas consciente de l'existence de l'autre. Distrait, Scott est tué par Gidéon et se retrouve dans les limbes, où Ramona lui fait comprendre que Gidéon la contrôle avec une puce implantée. Scott utilise alors sa vie supplémentaire gagnée et retourne au club, où il fait amende honorable envers tous ses amis qu’il a trahis d’une façon ou d’une autre. Il y gagne l’épée de l’Estime de soi et met Gidéon à terre. Il admet ensuite alors avoir trompé les jeunes femmes, qui lui pardonnent, Knives se joignant même à la lutte contre Gidéon qu’ils finissent par vaincre.
Avant de disparaître, Gidéon envoie le boss ultime Néga-Scott affronter son rival, mais les deux sympathisent rapidement et deviennent amis.
Libérée du contrôle mental de Gidéon, Ramona s’éloigne. Knives persuade Scott d’aller la retrouver, car elle a réalisé que Scott tenait sincèrement à elle, et s'est donc fait une raison. Scott la remercie de son aide et part rejoindre Ramona qui l’accepte à ses côtés.

## Fiche technique
Sauf indication contraire, les informations mentionnées dans cette section peuvent être confirmées par la base de données cinématographiques IMDb,  présente dans la section « Liens externes ».
- Titre français Scott Pilgrim

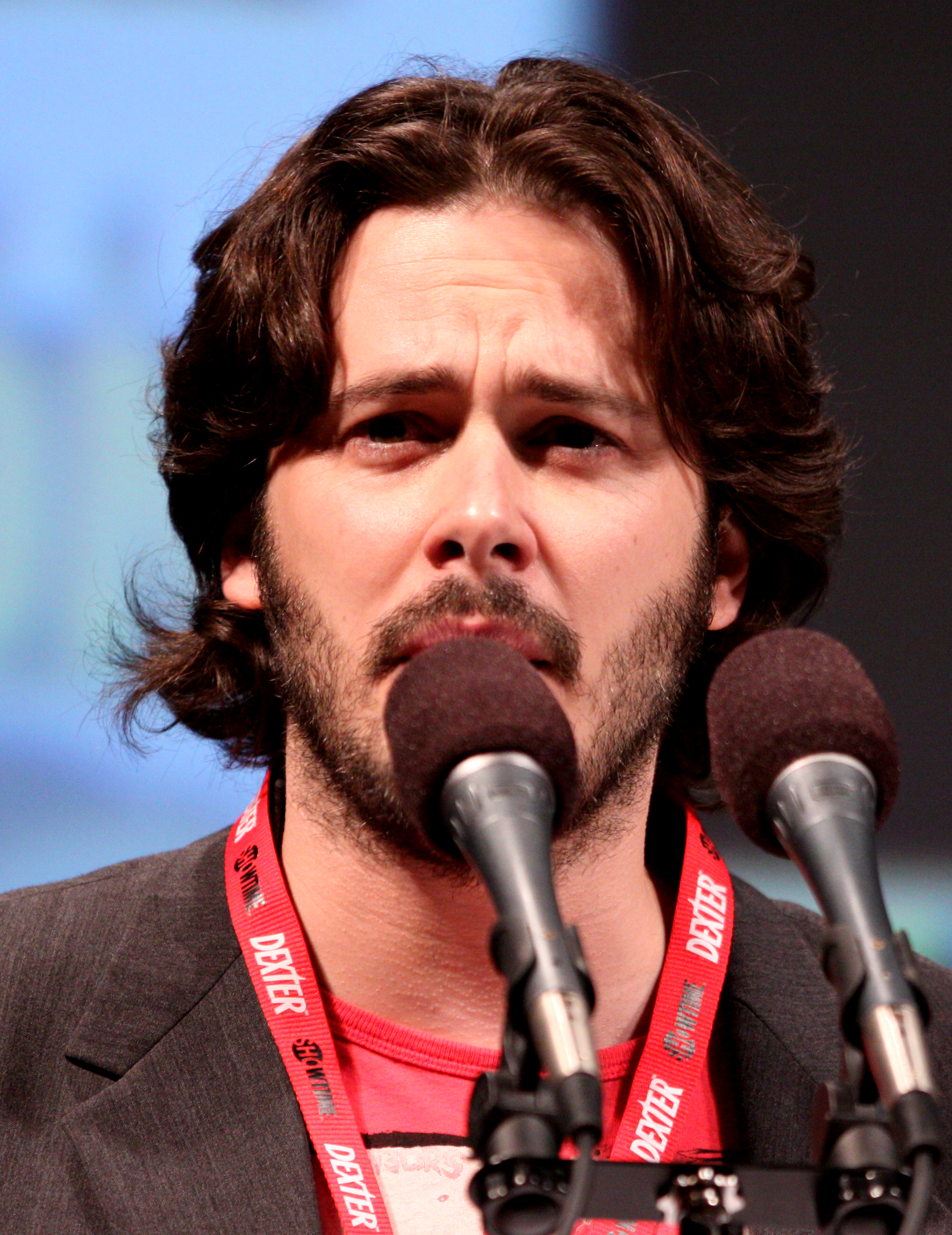
Le réalisateur Edgar Wright, au Comic-Con de San Diego, en 2010

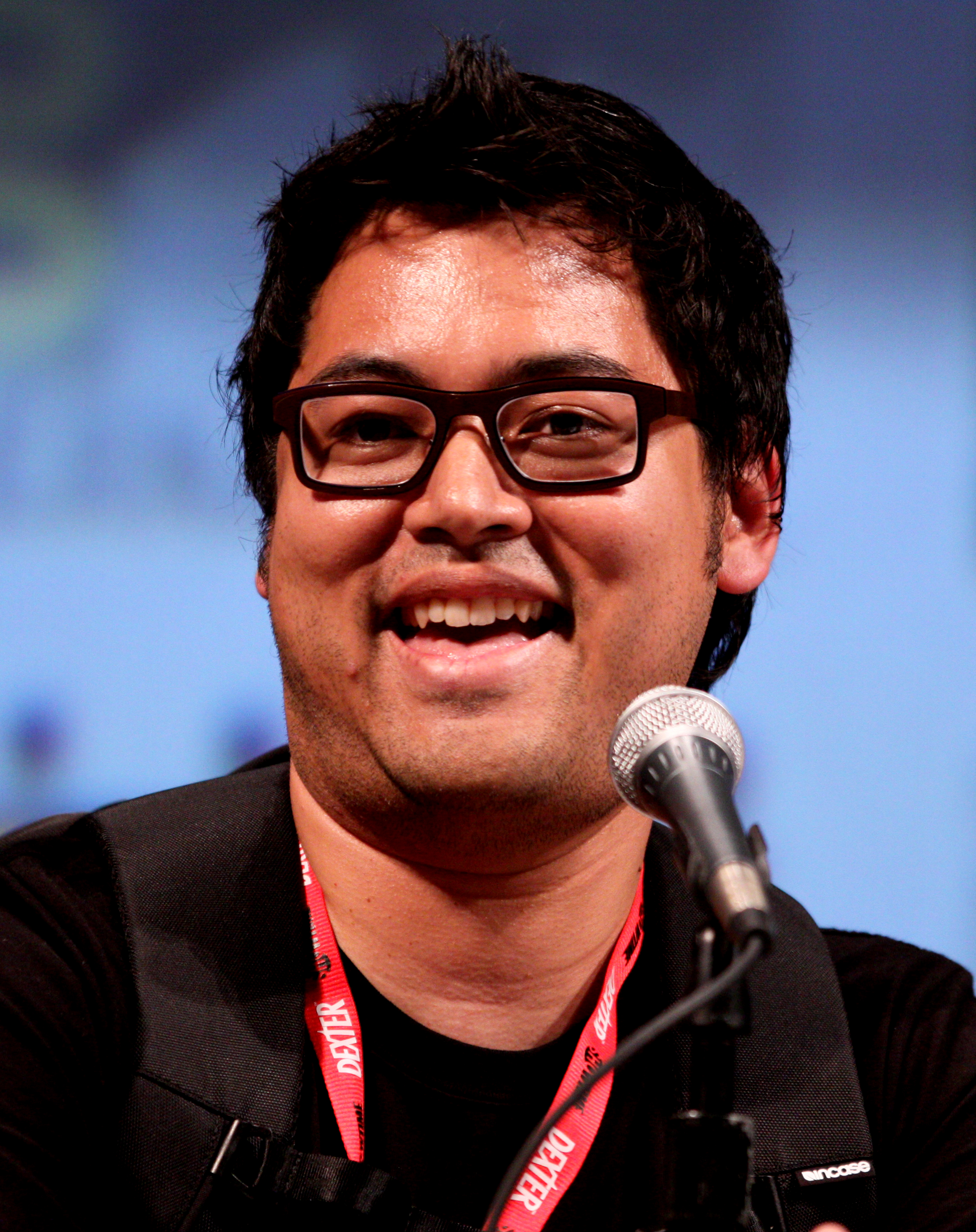
L'auteur Bryan Lee O'Malley, au Comic-Con de San Diego, en 2010

- Titre québécois : Scott Pilgrim contre le monde
- Titre original : Scott Pilgrim vs. the World
- Réalisation : Edgar Wright
- Scénario : Edgar Wright et Michael Bacall, d'après les comics de Bryan Lee O'Malley
- Musique : Nigel Godrich
- Direction artistique : Nigel Churcher
- Décors : Marcus Rowland
- Costume : Laura Jean Shannon
- Photographie : Bill Pope
- Montage : Jonathan Amos et Paul Machliss
- Production : Eric Gitter, Nira Park, Marc Platt et Edgar Wright
- Sociétés de production : Big Talk Productions, Closed on Mondays Entertainment, Marc Platt Productions et Dentsu
- Société de distribution : Universal Pictures
- Pays de production :  Canada,  États-Unis,  Royaume-Uni,  Japon
- Langue originale : anglais
- Format : couleur • 1,85:1 • 35 mm - son SDDS • Dolby Digital • DTS
- Genre : action, comédie, arts martiaux, fantastique
- Durée : 112 minutes
- Dates de sortie :
  - États-Unis : 27 juillet 2010 (Fantasia Festival), 13 août 2010
  - Royaume-Uni : 25 août 2010
  - France : 1er décembre 2010
  - Japon : 29 avril 2011

## Distribution
Source et légende : Version française (VF) sur AlloDoublage et Version québécoise (VQ) sur Doublage QC
- Michael Cera (VF : Hervé Grull ; VQ : Nicholas Savard L'Herbier) : Scott Pilgrim / Néga-Scott
- Mary Elizabeth Winstead (VF : Ingrid Donnadieu ; VQ : Geneviève Désilets) : Ramona Victoria Flowers
- Ellen Wong (VF : Lily Rubens ; VQ : Annie Girard) : Knives Chau
- Mark Webber (VF : Franck Lorrain ; VQ : Kevin Houle) : Stephen Stills
- Alison Pill (VF : Aurore Bonjour ; VQ : Kim Jalabert) : Kim Pine
- Kieran Culkin (VF : Alexis Tomassian ; VQ : Alexandre Fortin) : Wallace Wells
- Anna Kendrick (VF : Karine Foviau ; VQ : Catherine Bonneau) : Stacey Pilgrim
- Brie Larson (VF : Karl-Line Heller ; VQ : Ariane-Li Simard-Côté) : Nathalie V. « Envy » Adams
- Johnny Simmons (VF : Dimitri Rougeul ; VQ : Gabriel Lessard) : « Young » Neil Nordegraf
- Aubrey Plaza (VF : Cécile d'Orlando ; VQ : Claudia-Laurie Corbeil) : Julie Powers
- Erik Knudsen : Luke « Crash » Wilson
- Tennessee Thomas (en) : Lynette Guycott
- John Patrick Amedori : le jeune en train de fumer
- Christine Watson : Démones de Matthew Patel
- Nelson Franklin (en) (VQ : Frédérik Zacharek) : Comeau
- Thomas Jane et Clifton Collins Jr. : policiers végétaliens (caméos)
- Bill Hader : le narrateur

### La Ligue des Ex Maléfiques
- Satya Bhabha (en) (VF : Juan Llorca) : Matthew Patel
- Chris Evans (VF : Tony Marot ; VQ : Éric Bruneau) : Lucas Lee
- Brandon Routh (VF : Emmanuel Garijo ; VQ : David Laurin) : Todd Ingram
- Mae Whitman (VF : Sara Chambin) : Roxanne « Roxy » Richter
- Shota Saito et Keita Saito : Kyle et Ken Katayanagi
- Jason Schwartzman (VF : Fabrice Josso ; VQ : Hugolin Chevrette-Landesque) : Gideon Gordon Graves
Version française
  - Studio de doublage : Bien Entendu Productions[3]
  - Direction artistique : Virginie Méry
  - Adaptation : Sylvestre Meninger et Claire Impens

Photos des acteurs principaux au Comic-Con de San Diego 2010
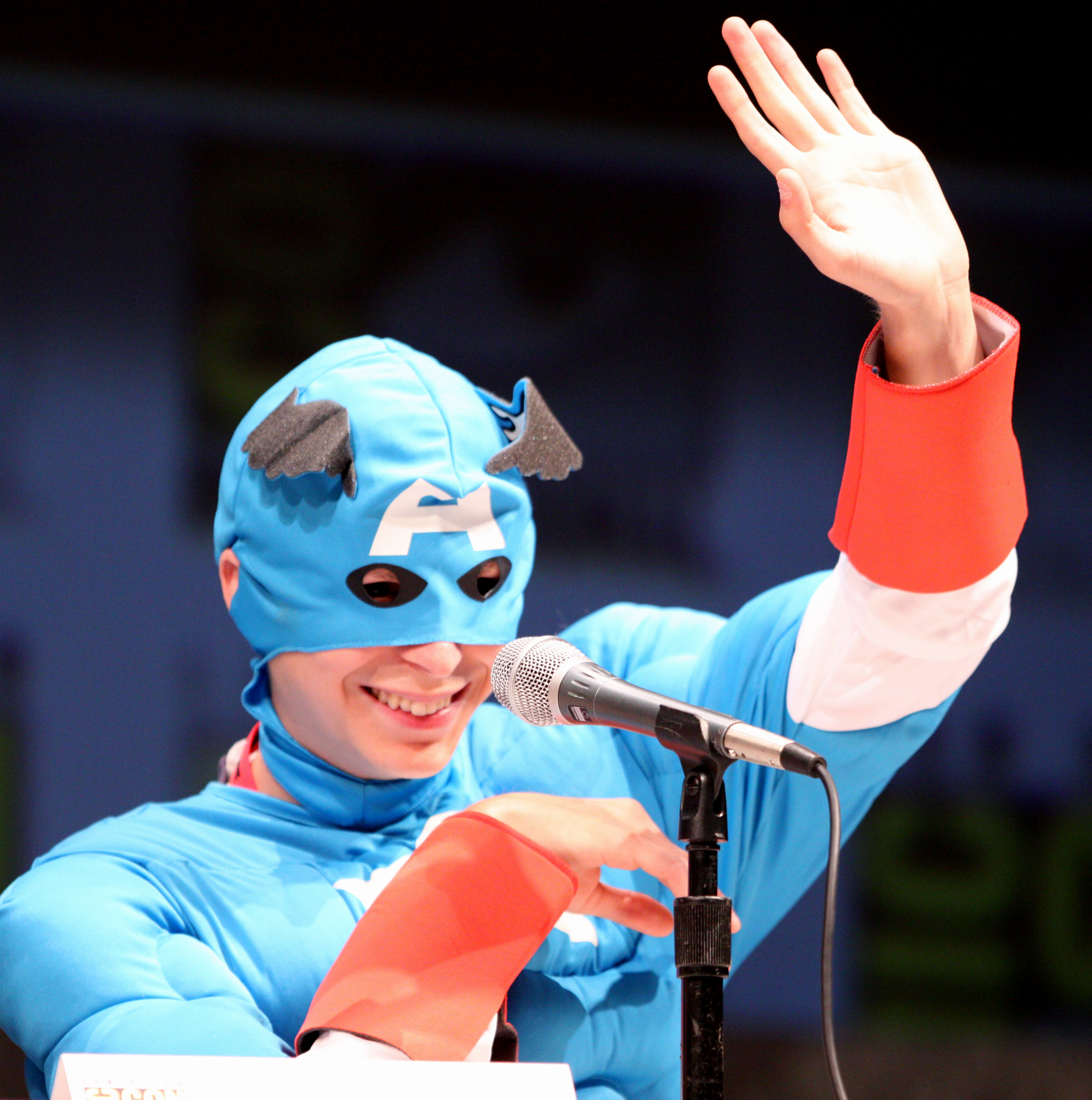
Michael Cera dans le rôle de Scott Pilgrim (déguisé en Steve Rogers / Captain America)
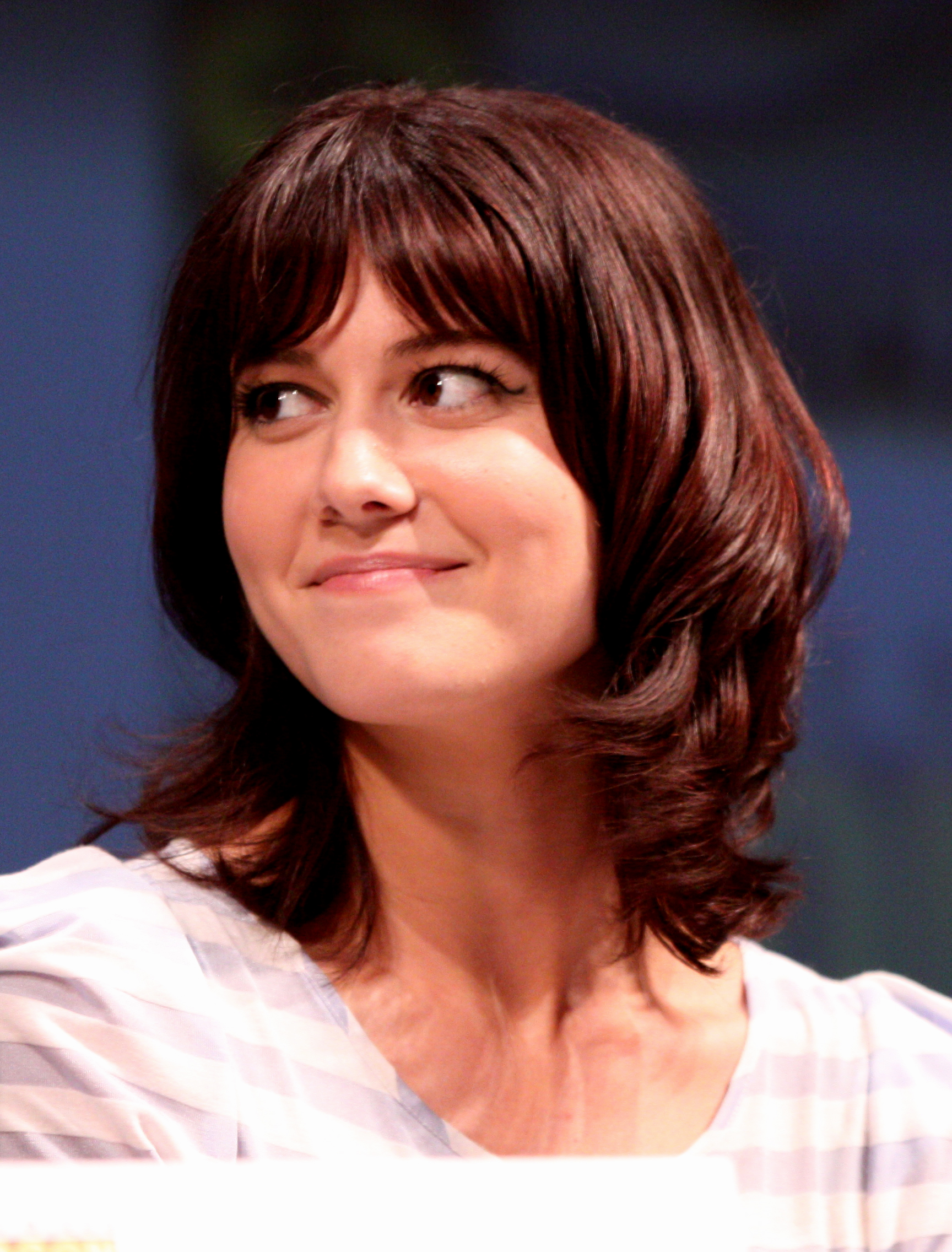
Mary Elizabeth Winstead dans le rôle de Ramona Victoria Flowers
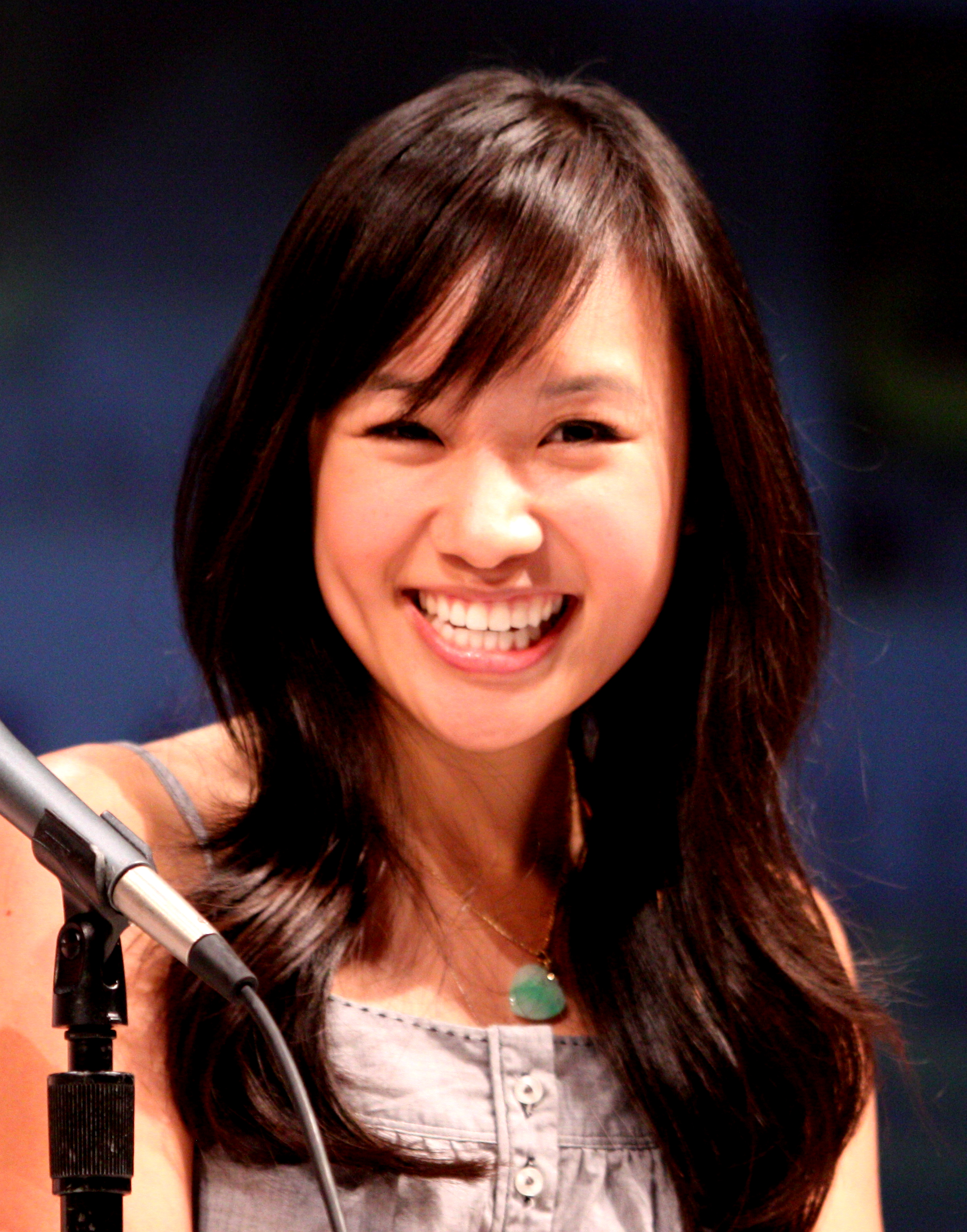
Ellen Wong dans le rôle de Knives Chau
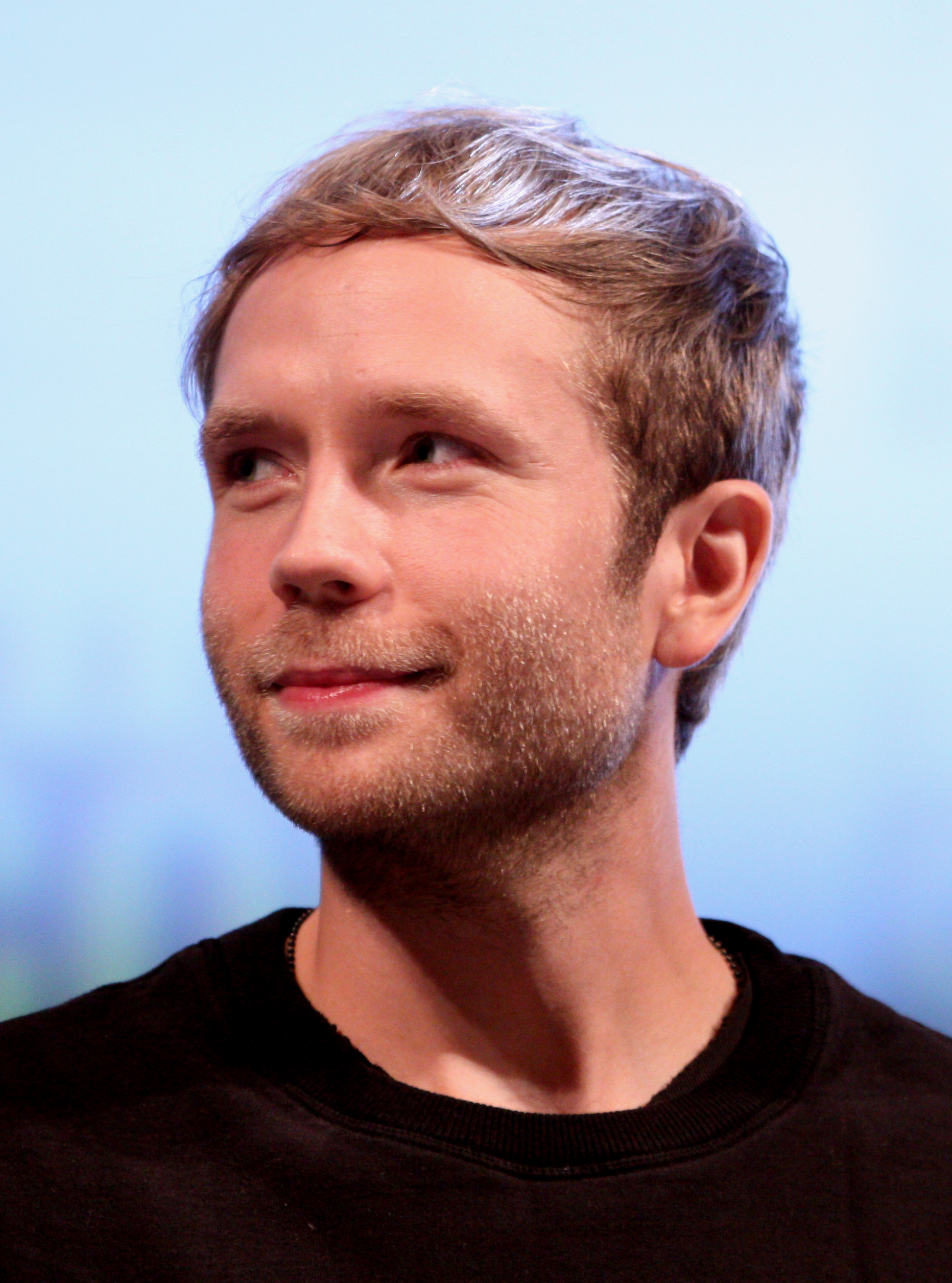
Mark Webber dans le rôle de Stephen Stills
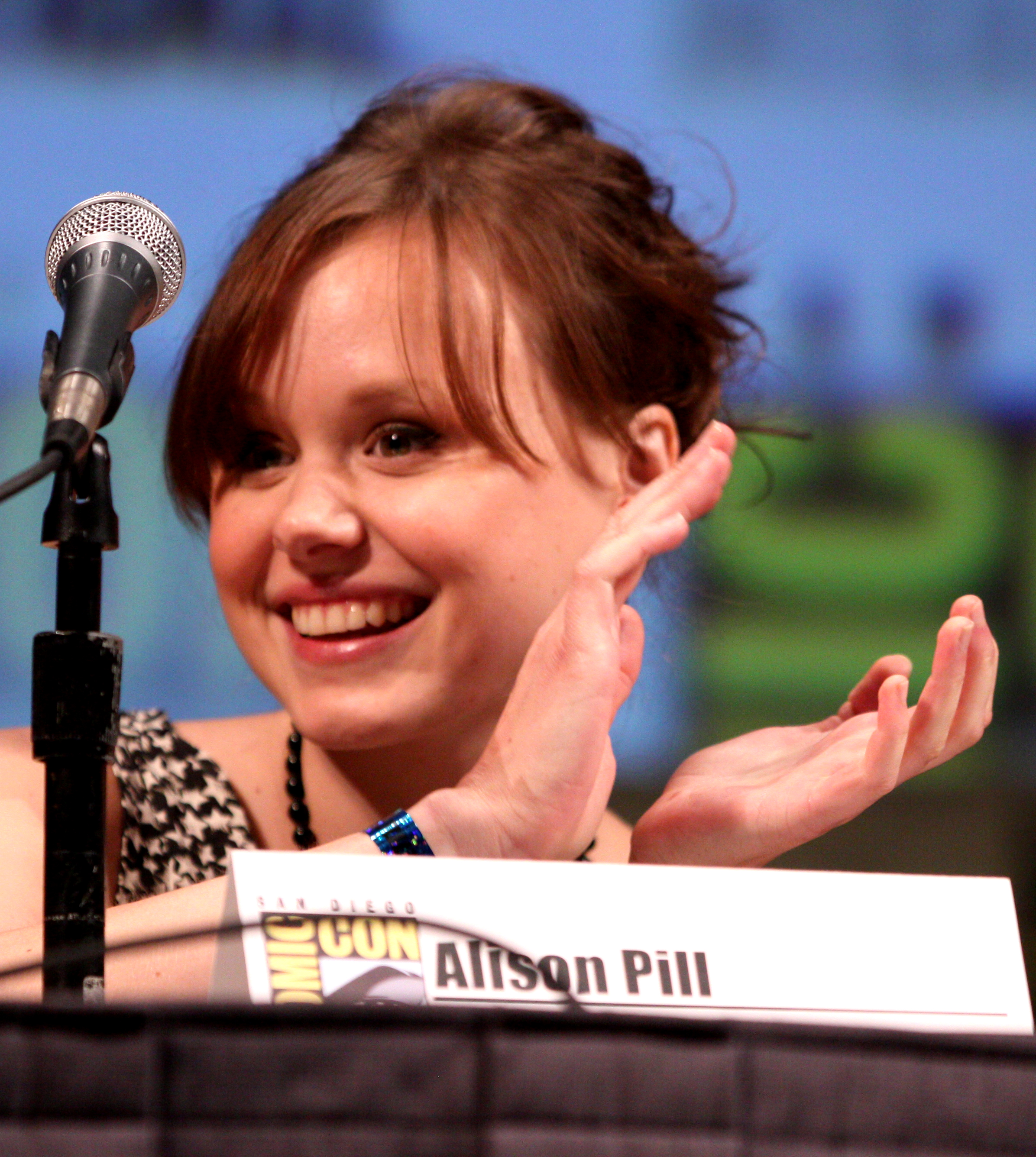
Alison Pill dans le rôle de Kim Pine
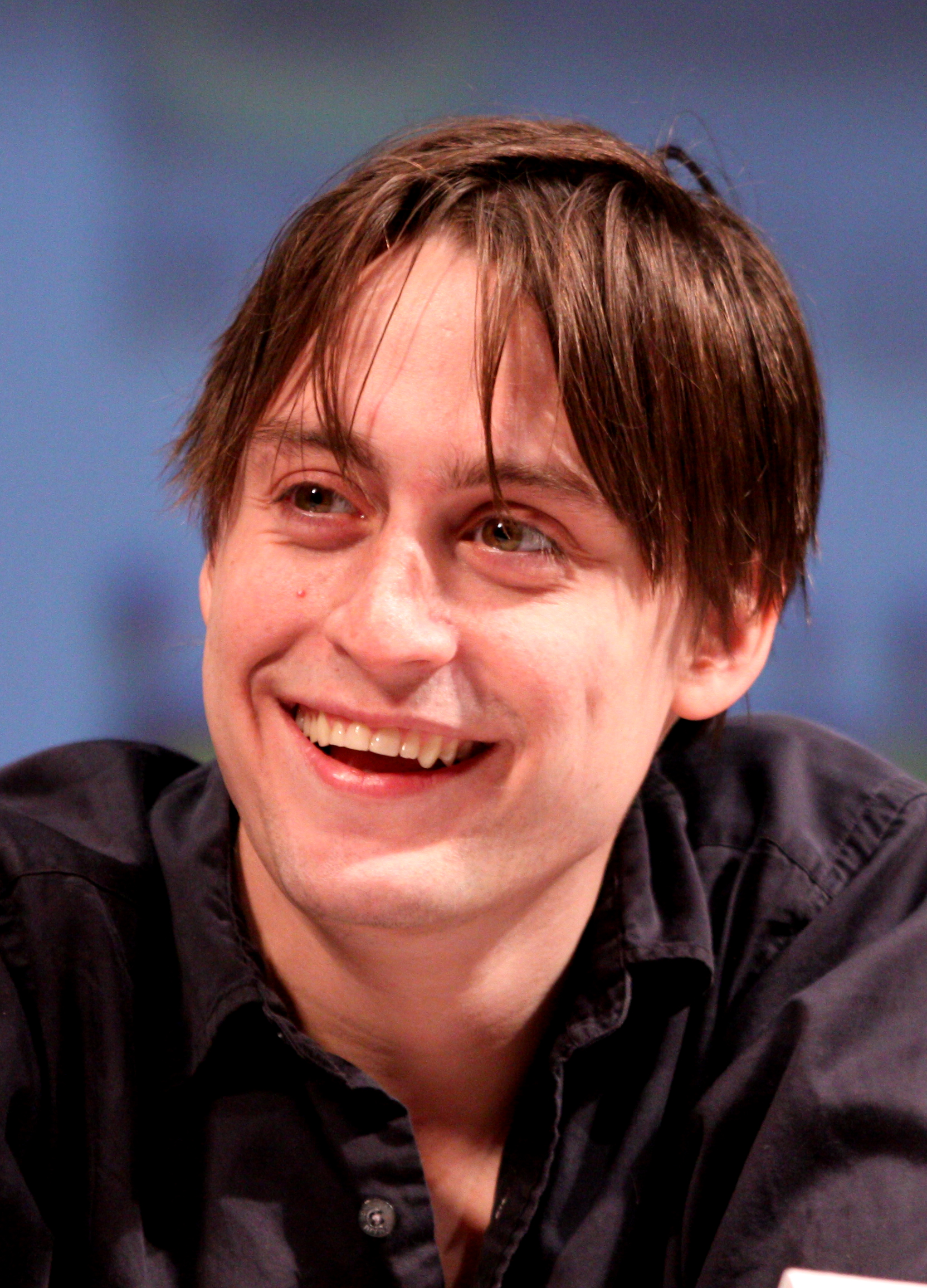
Kieran Culkin dans le rôle de Wallace Wells
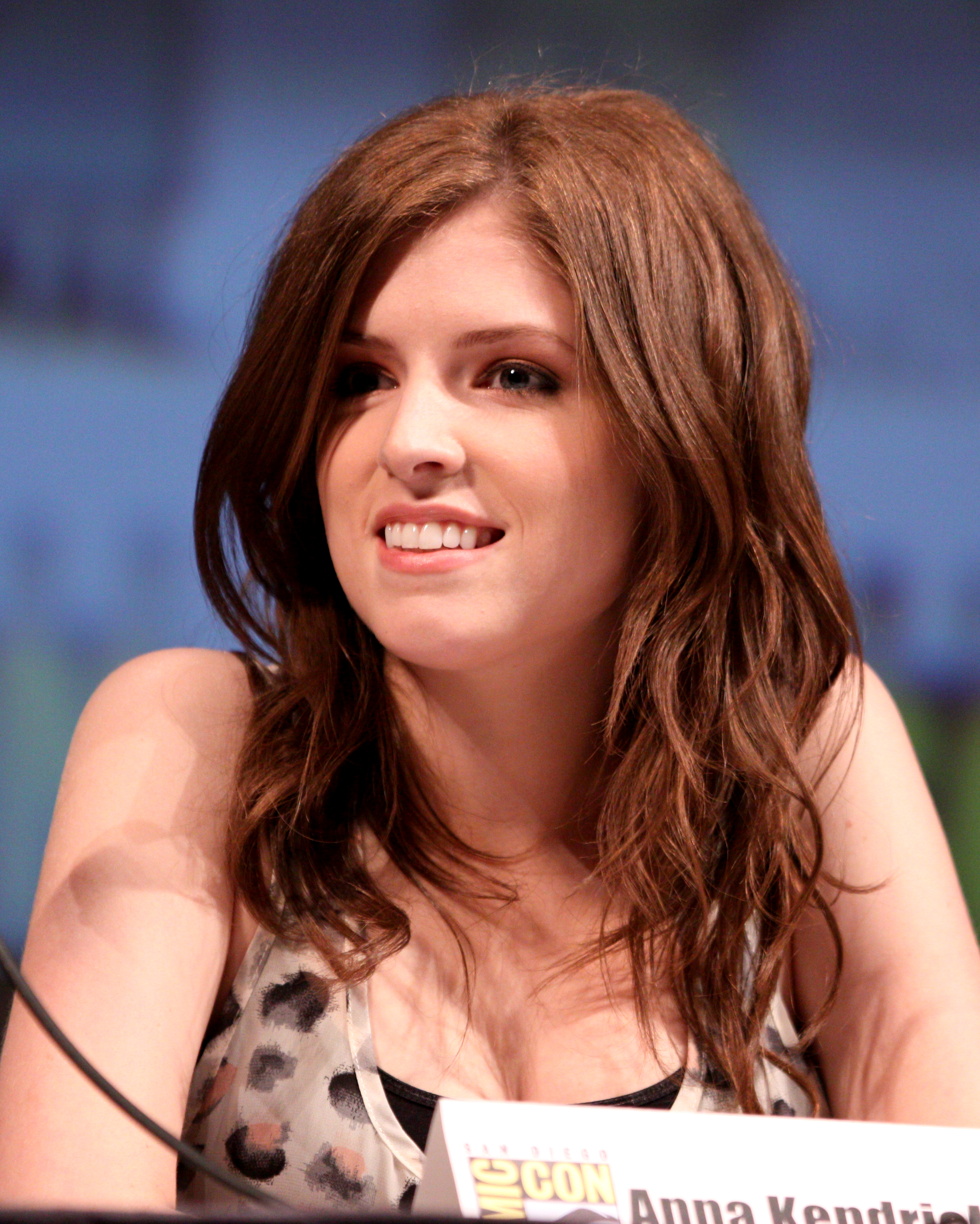
Anna Kendrick dans le rôle de Stacey Pilgrim
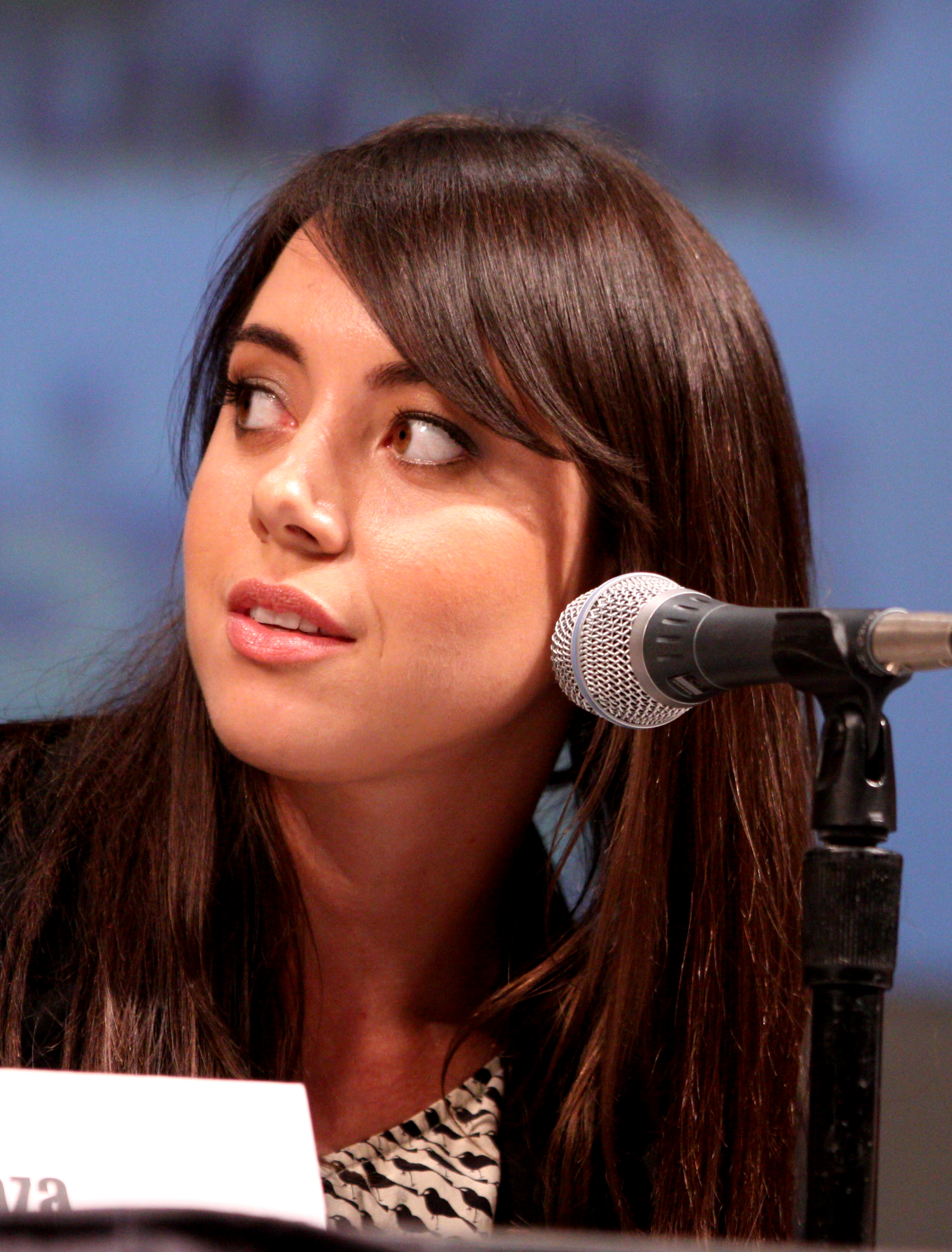
Aubrey Plaza dans le rôle de Julie Powers
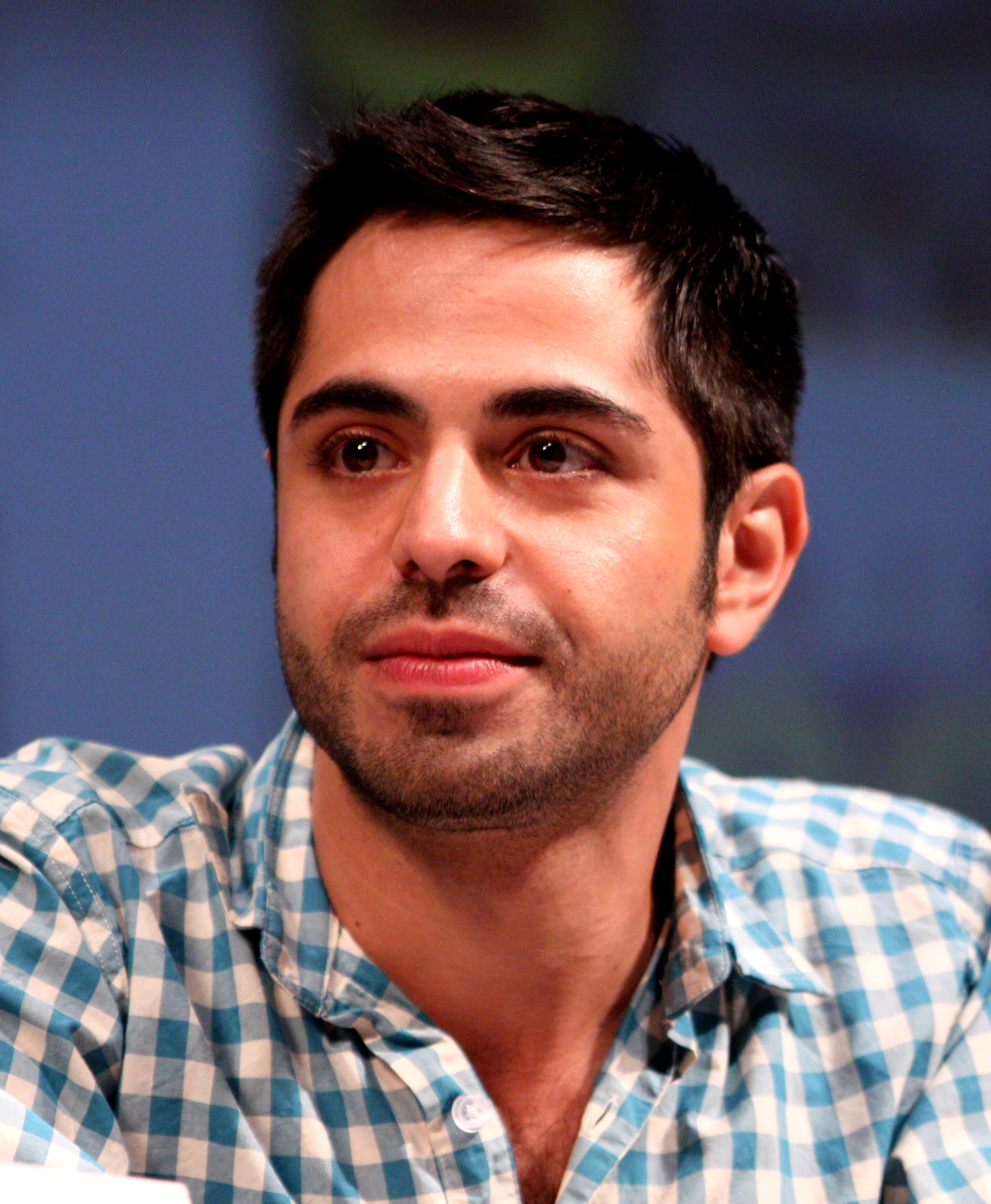
Satya Bhabha dans le rôle de Matthew Patel
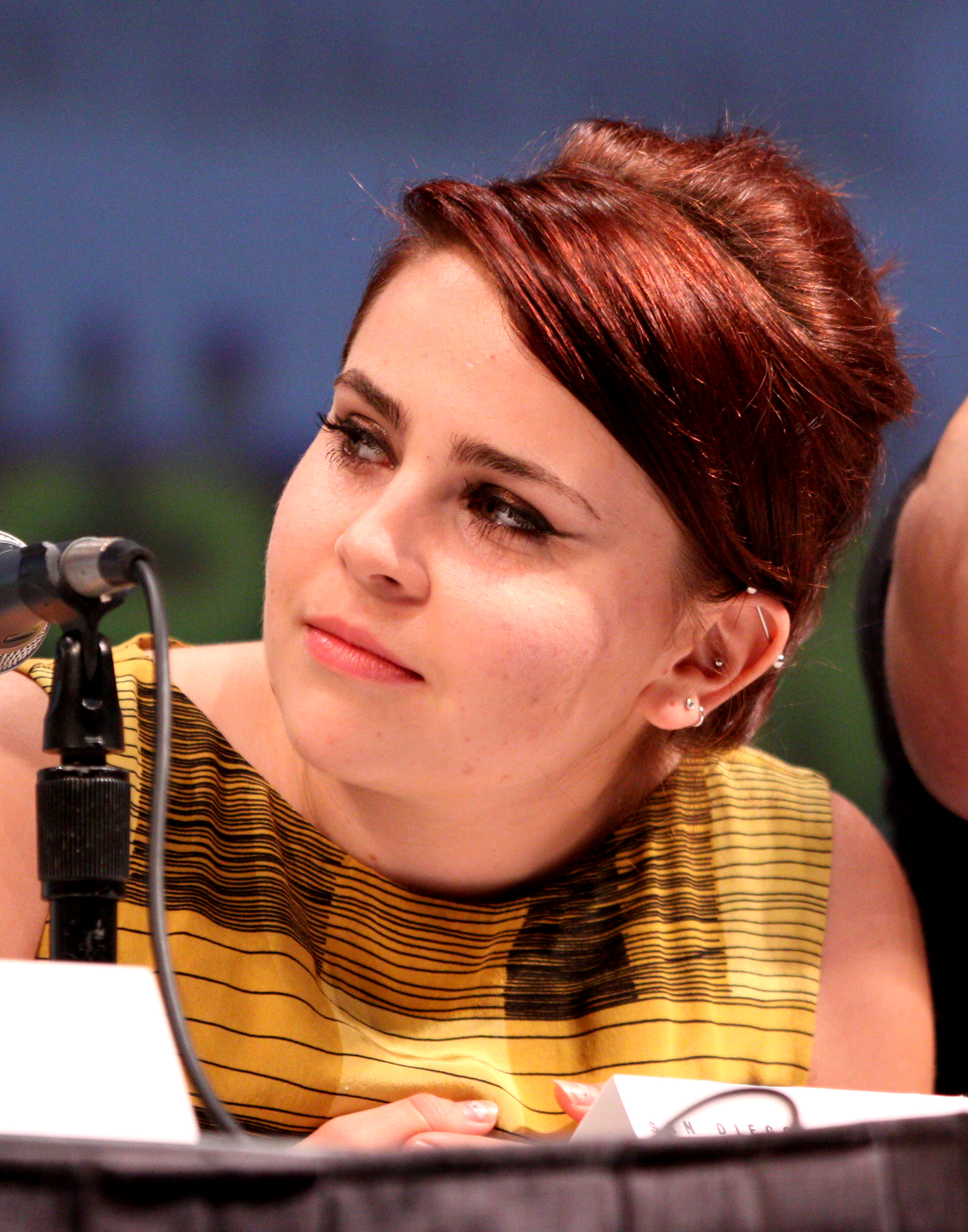
Mae Whitman dans le rôle de Roxanne Roxy » Richter
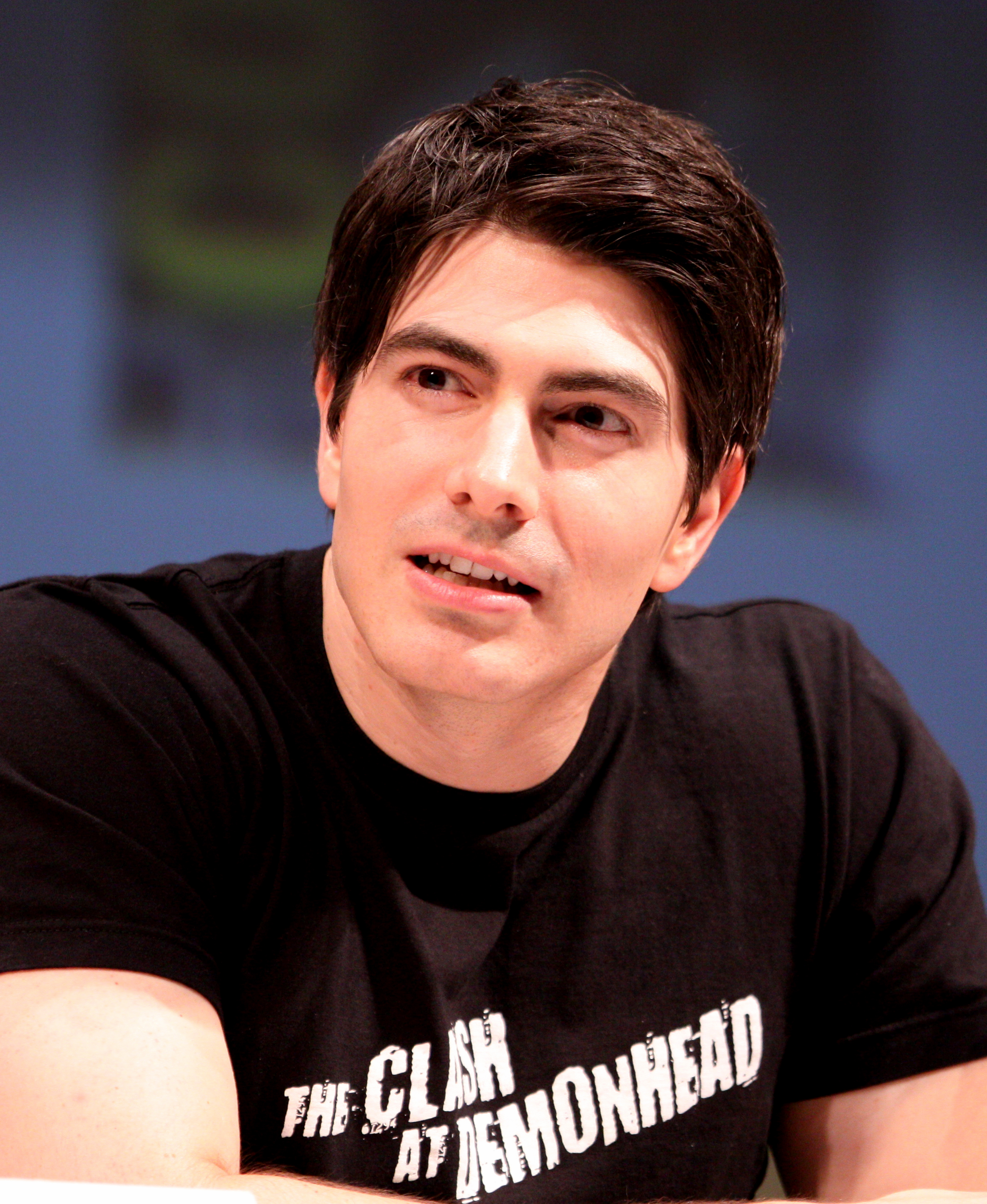
Brandon Routh dans le rôle de Todd Ingram

## Tournage
Le tournage du film a débuté en mars 2009 et s'est déroulé à Toronto, au Canada, notamment aux Pinewood Toronto Studios.

## Références du film à la pop-culture

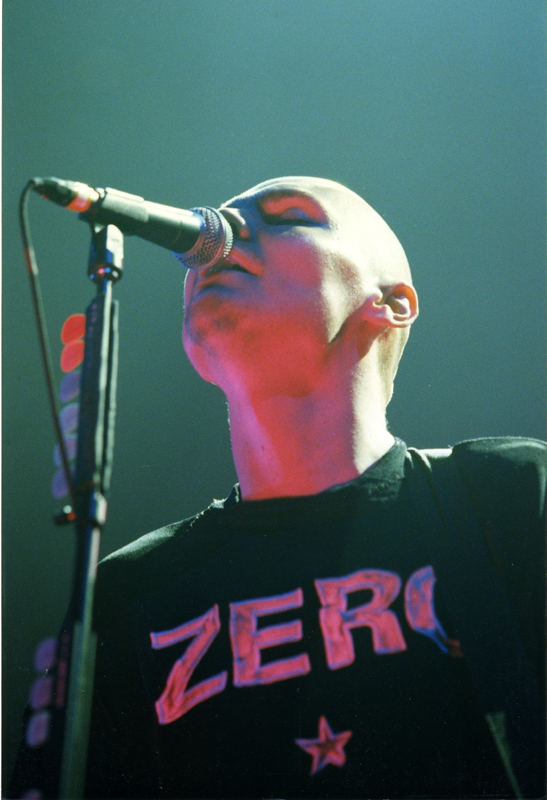
Billy Corgan le 6 août 2005

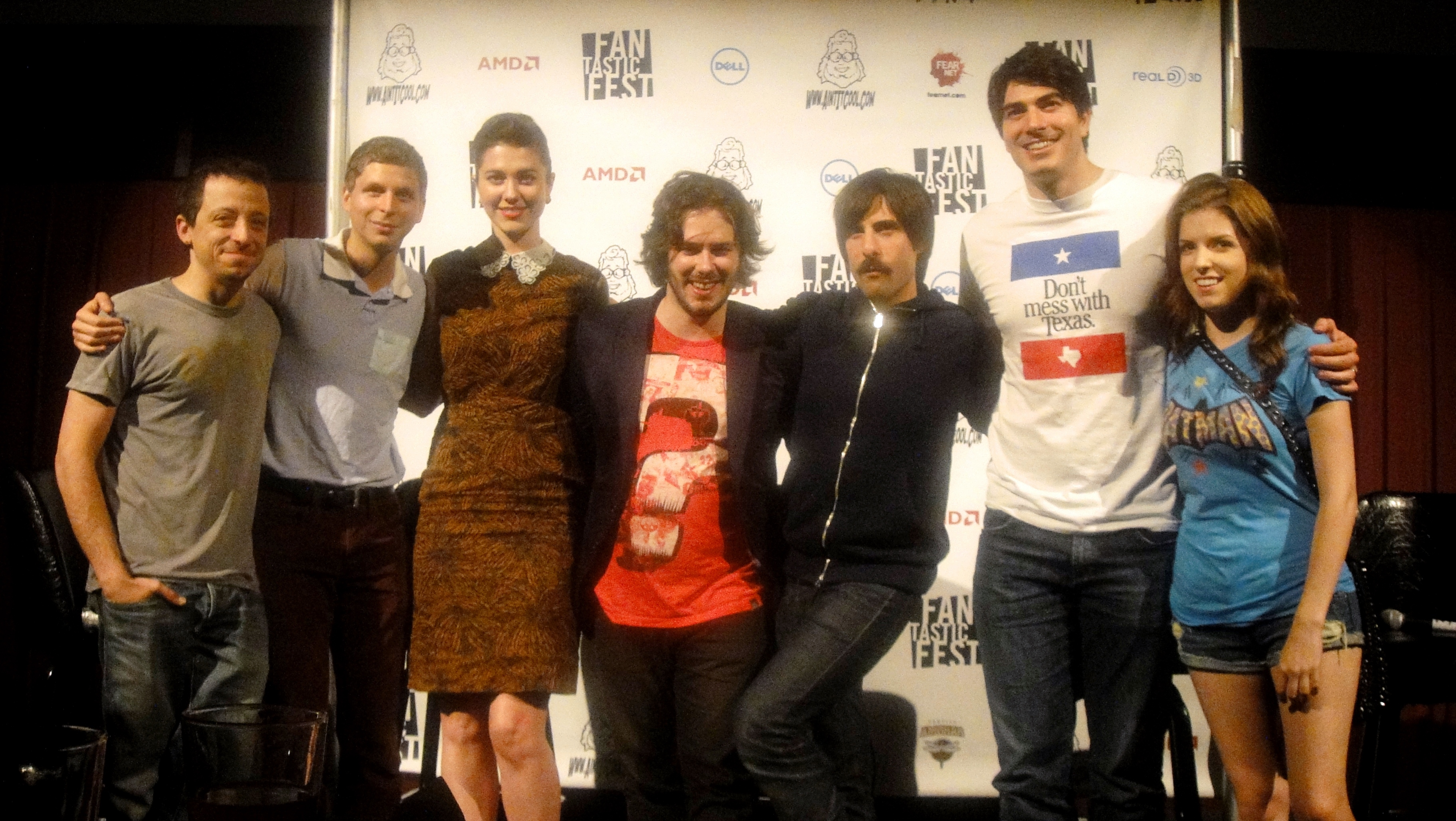
L'équipe à l'avant-première du film au Fantastic Fest 2010.

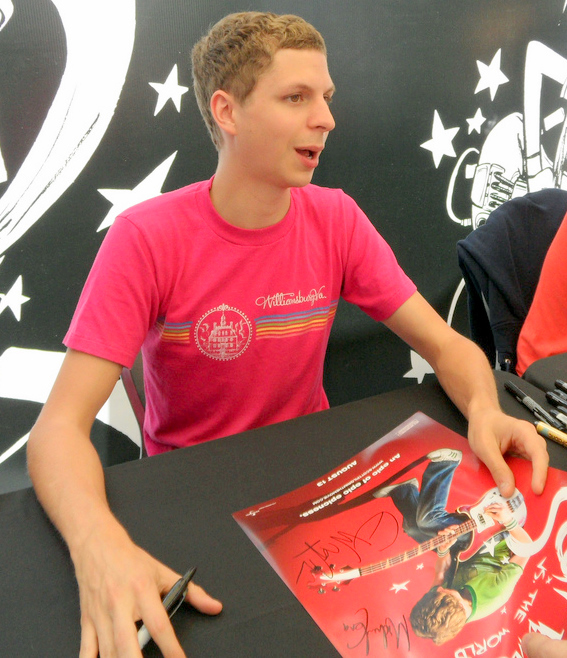
L'acteur principal Michael Cera en dédicace au Comic-Con de San Diego 2010.

### Box-office

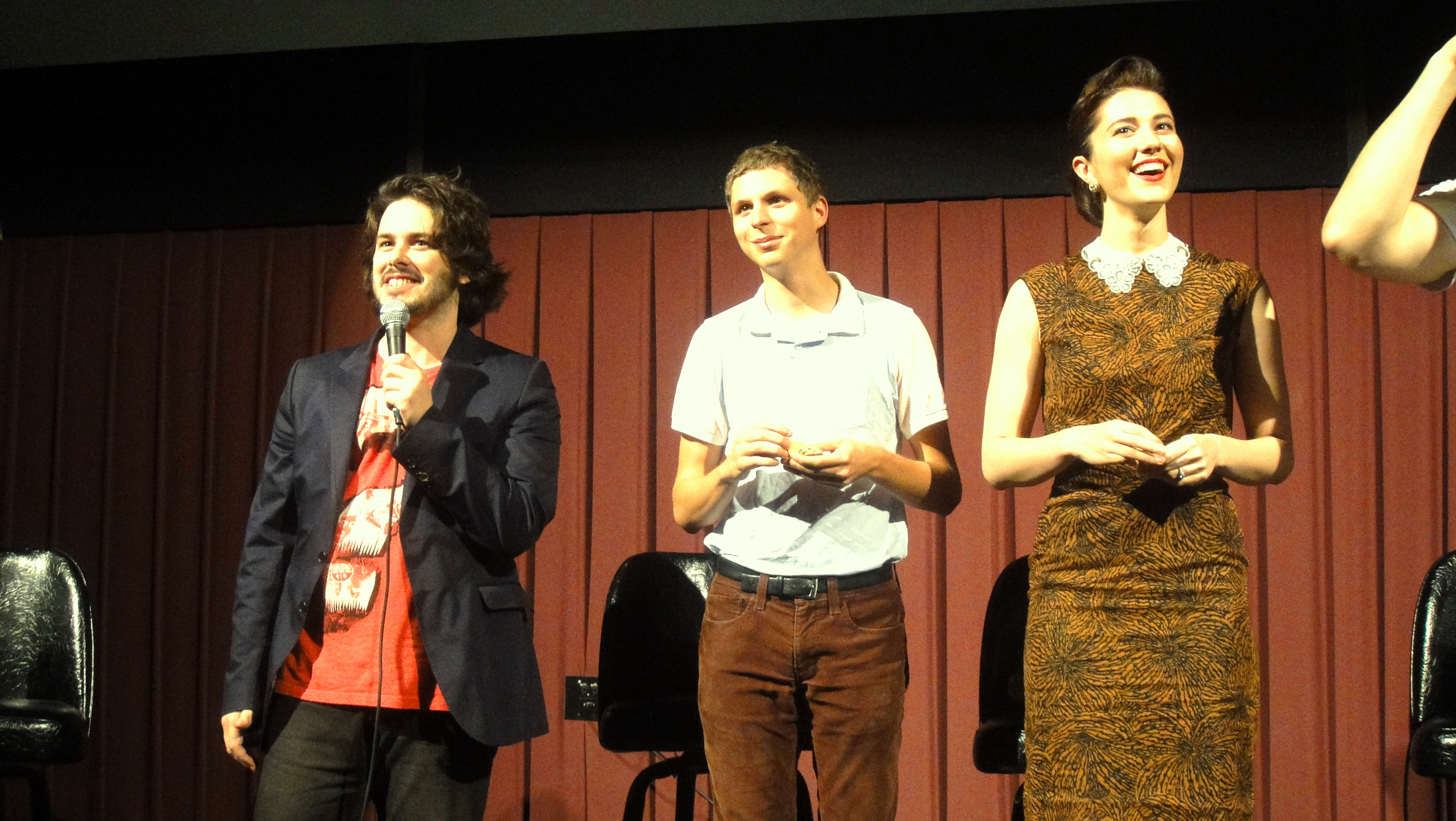
Le réalisateur Edgar Wright aux côtés des têtes d'affiche Mary Elizabeth Winstead et Michael Cera.